# Relações entre Reino Unido e União Europeia
As relações entre a União Europeia (UE) e o Reino Unido da Grã-Bretanha e Irlanda do Norte (RU) são regidas, desde 1 de janeiro de 2021, pelo Acordo de Comércio e Cooperação UE-Reino Unido (ACC).
As relações remontam à fundação das Comunidades Europeias, antecessora da União Europeia, em 1957. O Reino Unido foi um estado-membro do bloco após aderir em 1973 (o que foi confirmado em um referendo sobre a adesão em 1975) até se tornar o primeiro país a encerrar voluntariamente sua adesão em 31 de janeiro de 2020, após um segundo referendo sobre a adesão realizado em 2016, que resultou em 51,9% dos eleitores optando pela saída.
O acordo de saída do Brexit agora desempenha um papel significativo nas relações entre os dois países. O Reino Unido compartilha uma fronteira terrestre com a República da Irlanda, um estado-membro da UE, via Irlanda do Norte, que permaneceu um membro de fato do Mercado Único Europeu e manteve a autoridade do Tribunal de Justiça Europeu sob o Protocolo da Irlanda do Norte. As relações entre o Reino Unido e a UE melhoraram desde a proposta do Acordo de Windsor.